# Торм (посёлок)
Торм — посёлок в Баунтовском эвенкийском районе Бурятии. Входит в сельское поселение «Амалатское».

## География
Расположен в 68 км к югу от районного центра, села Багдарин, в 1,5 км к югу от реки Большой Амалат, на перешейке (около 500 м) между озёрами Торма и Талын-Нур, в 3,5 км восточнее автодороги Р437 Романовка — Багдарин. Центр сельского поселения, посёлок Монгой, находится в 13 км к востоку от Торма.

## Население
| 2002 | 2010 |
| ---- | ---- |
| 0    | →0   |